# Fulvio Bacchelli
Fulvio Bacchelli (Trieste, 27 febbraio 1951) è un ex pilota di rally italiano, vincitore in carriera di una prova del mondiale rally e 8º classificato nella Coppa FIA piloti 1977, prima edizione di quello che dal 1979 diventerà il campionato del mondo piloti.

## Biografia
Bacchelli è tra in non tantissimi piloti italiani che sono stati capaci di aggiudicarsi una vittoria in una gara del Campionato del mondo rally, con lui in questo ristretto elenco Miki Biasion (17), Sandro Munari (7), Andrea Aghini, Franco Cunico, Tony Fassina, Raffaele Pinto, e Piero Liatti (una a testa), per un totale di 30 successi.

## Palmarès

### Campionato del mondo rally
Podi
| # | Stagione | Gara                   | Co-pilota          | Vettura               | Pos. |
| - | -------- | ---------------------- | ------------------ | --------------------- | ---- |
| 1 | 1977     | Rally di Nuova Zelanda | Francesco Rossetti | Fiat 131 Abarth Rally | 1º   |
| 2 | 1977     | Tour de Corse          | Bruno Scabini      | Fiat 131 Abarth Rally | 3º   |

### Altri risultati
1975
- nel Campionato europeo rally su Fiat 124 Abarth Rally

## Risultati nel WRC
| 1973 | Scuderia | Vettura                |  |  |  |  |  |  |  |  |  |     |  |  |  |  |  |  | Punti | Pos. |
| ---- | -------- | ---------------------- |  |  |  |  |  |  |  |  |  | --- |  |  |  |  |  |  | ----- | ---- |
| 1973 |          | Fiat 124 Abarth Rallye |  |  |  |  |  |  |  |  |  | Rit |  |  |  |  |  |  |       |      |

| 1974 | Scuderia        | Vettura                |  |  |  |     |  |  |  |   |  |  |  |  |  |  |  |  | Punti | Pos. |
| ---- | --------------- | ---------------------- |  |  |  | --- |  |  |  | - |  |  |  |  |  |  |  |  | ----- | ---- |
| 1974 | Fiat Rally Fiat | Fiat 124 Abarth Rallye |  |  |  | Rit |  |  |  | 6 |  |  |  |  |  |  |  |  |       |      |

| 1975 | Scuderia   | Vettura                |   |  |  |  |  |  |  |  |  |  |  |  |  |  |  |  | Punti | Pos. |
| ---- | ---------- | ---------------------- | - |  |  |  |  |  |  |  |  |  |  |  |  |  |  |  | ----- | ---- |
| 1975 | Fiat Rally | Fiat 124 Abarth Rallye | 4 |  |  |  |  |  |  |  |  |  |  |  |  |  |  |  |       |      |

| 1976 | Scuderia            | Vettura         |  |  |  |  |  |     |  |     |  |    |  |  |  |  |  |  | Punti | Pos. |
| ---- | ------------------- | --------------- |  |  |  |  |  | --- |  | --- |  | -- |  |  |  |  |  |  | ----- | ---- |
| 1976 | Fiat Rally Fiat SpA | Fiat 131 Abarth |  |  |  |  |  | Rit |  | Rit |  | 11 |  |  |  |  |  |  |       |      |

| 1977 | Scuderia                       | Vettura         |     |  |     |  |   |     |  |  |     |   |    |  |  |  |  |  | Punti | Pos. |
| ---- | ------------------------------ | --------------- | --- |  | --- |  | - | --- |  |  | --- | - | -- |  |  |  |  |  | ----- | ---- |
| 1977 | Fiat Fiat Rallye Team Fiat SpA | Fiat 131 Abarth | Rit |  | Rit |  | 1 | Rit |  |  | Rit | 3 | 17 |  |  |  |  |  |       |      |

| 1978 | Scuderia       | Vettura           |    |  |  |  |  |  |  |  |  |  |  |  |  |  |  |  | Punti | Pos. |
| ---- | -------------- | ----------------- | -- |  |  |  |  |  |  |  |  |  |  |  |  |  |  |  | ----- | ---- |
| 1978 | Lancia Pirelli | Lancia Stratos HF | 10 |  |  |  |  |  |  |  |  |  |  |  |  |  |  |  |       |      |

| 1979 | Scuderia | Vettura           |    |  |  |  |  |  |  |  |  |  |  |  |  |  |  |  | Punti | Pos. |
| ---- | -------- | ----------------- | -- |  |  |  |  |  |  |  |  |  |  |  |  |  |  |  | ----- | ---- |
| 1979 |          | Lancia Stratos HF | 88 |  |  |  |  |  |  |  |  |  |  |  |  |  |  |  | 0     |      |

| 1982 | Scuderia | Vettura          |  |  |  |  |  |  |  |  |  |    |  |  |  |  |  |  | Punti | Pos. |
| ---- | -------- | ---------------- |  |  |  |  |  |  |  |  |  | -- |  |  |  |  |  |  | ----- | ---- |
| 1982 | Volta    | Lancia 037 Rally |  |  |  |  |  |  |  |  |  | SQ |  |  |  |  |  |  | 0     |      |

| Legenda | 1º posto | 2º posto | 3º posto | A punti | Senza punti | Ritirato | Squalificato | NP=Non partito C=Gara cancellata | Apice=Power stage |